# Kulturzentrum Walkmühle
Das Heimathaus und Kulturzentrum Walkmühle ist ein in einer denkmalgeschützten ehemaligen Walkmühle in Gundelfingen an der Donau eingerichtetes Museum.
In der 1730 errichteten Mühle an der Oberen Bleiche wurden früher Stoffe hergestellt. Das denkmalgeschützte Haus mit der Denkmalnummer D-7-73-136-29 wurde um 1800 mit Walmdach und einer reichen, klassizistischen Fassade versehen. Es stand bis zum Umbau in den 1990er Jahren lange Zeit leer. Der ehemalige Maschinenraum im Erdgeschoss wurde zum Veranstaltungs- und Ausstellungssaal, im Obergeschoss befinden sich die Museumsräume, zu denen eine originalgetreu eingerichtete Bauernstube, eine Magdkammer und die Dauerausstellung „Omas Küche“ gehören. Auf dem Dachboden sollen künftig historische Geräte aus Landwirtschaft und Handwerk ausgestellt werden. Der angegliederte „Bleichestadel“ wird von der Stadt für Veranstaltungen genutzt.